# Armadillidium pallidum
Armadillidium pallidum là một loài chân đều trong họ Armadillidiidae. Loài này được miêu tả khoa học năm bởi Budde-Lund,.